# František Ptašinský
Plukovník František Ptašinský (umělecký pseudonym Fráňa Ptašinský nebo Lego, 15. prosince 1897 Hranice – 16. listopadu 1942 Věznice Plötzensee) byl československý legionář, důstojník, básník, spisovatel, překladatel a odbojář z období druhé světové války popravený nacisty.

## Život

### Mládí a první světová válka
František Ptašinský se narodil 15. prosince 1897 v Hranicích na Přerovsku. V dětství žil v tehdy samostatných Hodolanech, vystudoval Českou reálku v Olomouci, kde v roce 1915 maturoval. Bezprostředně po maturitě byl povolán do c. a k. armády, bojoval na ruské frontě, kde červenci 1916 padl do zajetí. V lednu 1917 se v Bobrujsku přihlásil do Československých legií, byl poslán do Francie, kde bojoval v rámci 41. francouzského dělostřeleckého pluku na západní frontě. Později se stal pobočníkem Milana Rastislava Štefánika. Do Československa se vrátil v únoru roku 1919 v hodnosti nadporučíka.

### Mezi světovými válkami
Po návratu do Československa se František Ptašinský na přání otce vyučil cukrářem, výuční list mu byl vystaven v roce 1920. Přesto pokračoval v armádní službě, od roku 1921 působil u dělostřeleckého pluku 304 v Brně. Mezi lety 1924 a 1926 vystudoval Školu vysokých studií pedagogických při Masarykově univerzitě v Brně. Od roku 1936 zastával post pobočníka generála Ludvíka Krejčího, na který ale musel později rezignovat, protože vzbudil pohoršení tím, že na žádost prezidenta Edvarda Beneše přednášel o armádě Sovětského svazu v uniformě Československé armády. Následně působil v Památníku osvobození jako jednatel kruhu spisovatelů při vojenském ústavu vědeckém. Po sporu s ministrem obrany Františkem Machníkem byl přeložen do Mukačeva na post velitele oddílu dělostřeleckého pluku.

### Druhá světová válka
Poté, co zajišťoval likvidaci československé posádky v Humenném, se František Ptašinský v květnu 1939 vrátil do Brna. Vstoupil do protinacistického odboje v řadách Obrany národa. Za svou činnost byl 20. listopadu téhož roku zatčen gestapem, vězněn na Špilberku, Sušilových a Kounicových kolejích, v Breslau, Wohlau a od července 1942 v berlínské věznici Alt-Moabit. Dne 24. července 1942 byl lidovým soudem odsouzen k trestu smrti a 16. listopadu téhož roku popraven gilotinou v jiné berlínské věznici Plötzensee.

## Rodina
František Ptašinský se narodil v rodině majitele olomoucké továrny na oplatky a zakladatele olomouckého Sokola Františka Ptašinského a Marie, rozené Šrámkové. Dne 16. listopadu 1926 se oženil s Marií Müllerovou (datum popravy bylo zároveň výročím svatby). Marie Ptašinská se v roce 1949 podruhé vdala za lékaře Františka Poláčka.

## Publikační činnost
František Ptašinský se věnoval spisovatelství a překládání z ruštiny a francouzštiny, kromě toho ovládal i angličtinu, španělštinu a polštinu. Byl autorem děl Lidé z cirku a Zlomky z anabase, několika básnických sbírek (V náručí života) pod jménem Fráňa Ptašinský a článků v kulturních i vojenských periodikách pod značkou Lego. V roce 1930 se stal předsedou spolku moravských spisovatelů Literární středisko v Brně.

## Posmrtná ocenění
- František Ptašinský byl in memoriam povýšen do hodnosti plukovníka
- Františku Ptašinskému byl in memoriam udělen Československý válečný kříž 1939
- V roce 1946 byla po Františku Ptašinském pojmenována jedna z ulic v brněnské čtvrti Ponava[3]